# Векторний простір

Додавання векторів і множення вектора на скаляр: вектор v (синій) додається до іншого вектора w (червоного, верхня ілюстрація). Унизу, w видовжений множенням на 2, показано суму v + 2w.

Ве́кторний (ліні́йний) про́стір — основне поняття лінійної алгебри, узагальнення множини всіх векторів на площині чи в просторі з операціями додавання векторів та множення вектора на скаляр.
Прикладом векторного простору є Евклідові вектори. Вони відображають фізичні величини такі як сили: будь-які дві сили (однакової природи) можна додавати між собою і отримати в результаті третю, а множення вектору сили на дійсний множник дає інший вектор сили. Аналогічним чином, але в більш геометричному сенсі, вектори що відображають переміщення в площині або у тривимірному просторі також утворюють векторні простори. Вектори у векторному просторі не обов'язково повинні бути  об'єктами у вигляді стрілок, як їх часто наведено в прикладах: вектори слід розглядати як абстрактні математичні об'єкти із певними властивостями, які в деяких випадках можна зобразити у вигляді направлених відрізків (стрілок).
Елементи лінійного простору називаються векторами, але не робиться ніяких припущень стосовно природи чи походження цих елементів. Наприклад, у функціональному аналізі розглядаються топологічні векторні простори, утворені з функцій однієї чи кількох змінних, а вектори стану в квантовій механіці описують стан квантової системи. Матриці заданого розміру також утворюють векторний простір. Зміст наведених нижче аксіом полягає у тому, що незалежно від природи елементів векторного простору, їхнє додавання і множення на скаляр задовольняють правила «шкільної алгебри».
У довільному векторному просторі не визначені операції скалярного, векторного добутку; норми чи метрики. Ці операції можуть вводитись як додаткові структури. Проте векторні простори із скалярним або ермітовим скалярним добутком відіграють важливу роль як у лінійній алгебрі, так і поза її межами, див. напр. гільбертів простір.

## Приклади
Поняття векторного простору можна спершу пояснити за допомогою двох окремих прикладів:

### Направлені відрізки на площині
У першому прикладі векторний простір складається із «стрілок» на площині, що беруть початок із однієї фіксованої точки, що є початком відліку. У фізиці їх використовують аби описати сили або швидкості. Нехай дано дві такі стрілки, v і w, і паралелограм, що утворений двома цими направленими відрізками містить діагональ, що бере початок з тієї ж точки. Ця нова побудована стрілка є сумою двох попередніх стрілок — v + w. В особливому випадку коли стрілки знаходяться на одній прямій, їхньою сумою буде стрілка на цій прямій, довжина якої дорівнювати сумі або різниці довжин, і залежності від того чи мали стрілки однаковий напрям чи ні. Іншою операцією яку можна виконати над стрілками є масштабування: для будь-якого даного додатного дійсного числа a, стрілка що має такий самий напрямок як v, але його довжина збільшена або зменшена множенням на a, називається добутком вектора v на скаляр a. Він позначається як av. Якщо a від'ємне, av результатом буде стрілка, що вказує в протилежному напрямку.
На наступних зображеннях наведено два приклади: якщо a = 2, результуючий вектор aw має спільний напрямок із w, але збільшену вдвічі довжину відносно w (зображення праворуч знизу). Аналогічно, 2w є сумою w + w. Крім того, (−1)v = −v має протилежний напрям і однакову довжину з v (вектор, що вказує вниз і показаний синім на зображенні праворуч).

Додавання векторів: сума v + w (чорним) векторів v (синім) і w (червоним).
Скалярний добуток: множення −v і 2w.

### Впорядковані пари чисел
У другому ключовому прикладі векторний простір задано парами дійсних чисел x і y. (Важливим є порядок входження компонент x і y, тому така пара ще називається впорядкованою парою.) Записується вона наступним чином — (x, y). Сума двох таких пар і множення пари чисел на число визначатиметься таким чином:
(x1, y1) + (x2, y2) = (x1 + x2, y1 + y2)
і
a (x, y) = (ax, ay).
Перший приклад зводиться до даного прикладу, якщо направлені відрізки буде представлено парою декартових координат їх кінцевих точок.

## Означення
Лінійний простір над полем {\displaystyle \mathbb {K} } — це множина {\displaystyle L\!} елементи якої називаються векторами, у якій визначені:
- бінарна операція {\displaystyle \ L\times L\to L} додавання векторів: {\displaystyle ({\vec {u}},{\vec {v}})\mapsto {\vec {u}}+{\vec {v}}}
- унарна операція {\displaystyle \ K\times L\to L} множення вектора на скаляр: {\displaystyle (\lambda ,{\vec {u}})\mapsto \lambda {\vec {u}}}

що задовільняють наступну систему аксіом:
- {\displaystyle L} — комутативна група відносно операції додавання векторів:
  - {\displaystyle {\vec {u}}+{\vec {v}}={\vec {v}}+{\vec {u}}} (комутативність додавання)
  - {\displaystyle ({\vec {u}}+{\vec {v}})+{\vec {w}}={\vec {u}}+({\vec {v}}+{\vec {w}})} (асоціативність додавання)
  - {\displaystyle \exists {\vec {0}}\in L:\quad {\vec {u}}+{\vec {0}}={\vec {u}}} (існування нульового вектора)
  - {\displaystyle \exists -{\vec {u}}\in L:\quad {\vec {u}}+(-{\vec {u}})={\vec {0}}} (існування протилежного вектора)
- асоціативність та унітарність множення на скаляри:
  - {\displaystyle \lambda (\mu {\vec {u}})=(\lambda \mu ){\vec {u}}} (асоціативність множення на скаляри)
  - {\displaystyle 1\cdot {\vec {u}}={\vec {u}}} (де {\displaystyle \ 1} це одиниця поля {\displaystyle \mathbb {K} })
- дистрибутивність додавання і множення на скаляр:
  - {\displaystyle (\lambda +\mu ){\vec {u}}=\lambda {\vec {u}}+\mu {\vec {u}}}
  - {\displaystyle \lambda ({\vec {u}}+{\vec {v}})=\lambda {\vec {u}}+\lambda {\vec {v}}}

{\displaystyle \forall {\vec {u}},{\vec {v}},{\vec {w}}\in L}
{\displaystyle \forall \lambda ,\mu \in \mathbb {K} }
Найпоширеніші лінійні простори над полем {\displaystyle \mathbb {R} } дійсних чисел або {\displaystyle \mathbb {C} } комплексних чисел.

## Пов'язані визначення
- Основними поняттями в лінійному просторі є: лінійна незалежність векторів, базис, підпростір.

- Пізніше за векторний простір було введено загальніше поняття модуля над кільцем, у визначенні якого поле {\displaystyle \mathbb {K} } замінено на кільце {\displaystyle \mathbb {K} }. Але в лінійній алгебрі воно не розглядається через проблеми з існуванням базиса.

## Історія
Векторні простори беруть початок із афінної геометрії після запровадження координат на площині і в тривимірному просторі. Приблизно в 1636, Декарт і Ферма започатковують аналітичну геометрію, коли починають вирішувати рівняння із двома змінними, що є точками на кривій в площині. В 1804, аби отримати геометричні рішення без використання координат, Больцано запропонував певні операції над точками, прямими і площинами, що були попередниками векторів. Його роботу згодом використав Мебіус в 1827 при введені поняття барицентричних координат. В 1828 Мурей припустив існування алгебри, що перевершує не тільки звичайну алгебру, але також і двовимірну алгебру, яку він створив в пошуках геометричної інтерпретації комплексних чисел.
Визначення векторів було засновано на понятті пари точок (англ. bipoint) Беллавітіса, що є орієнтованим сегментом, в якому один кінець є початком, а другий ціллю. Згодом його було опрацьовано Арганом і Гамільтоном із представленням у вигляді Комплексних чисел і згодом при введені понять кватерніонів і бікватерніонів. Вони є елементами у R2, R4, і R8; ставлення до них як до лінійних комбінацій ввів Едмон Лагерр ще у 1867, який також дав визначення системам лінійних рівнянь.
В 1857, Артур Кейлі запропонував матричну нотацію, що дозволяє гармонізувати та спростити лінійні перетворення. Близько в той самий час, Герман Грассман вивчав барицентричні розрахунки, які започаткував Мебіус. Він уявляв множини із абстрактних об'єктів, над якими виконувалися операції. В його роботі фігурували поняття лінійної незалежності і розмірність, а також скалярний добуток. Першим хто дав сучасне визначення векторному простору і лінійним відображенням в 1888 р. був Джузеппе Пеано.
Важливим фактором розвитку векторних просторів була побудова Лебегом функціональних просторів. Близько 1920 це поняття формалізували Стефан Банах і Давид Гільберт. В той час, алгебра почала взаємодіяти із новою областю - функціональним аналізом, зокрема, за допомогою таких ключових понять як простір p-інтегрованих функцій і Гільбертіві простори. Векторні простори, в тому числі нескінченно-вимірні, стали тоді добре вкоріненим поняттям, і багато галузей математики почали використовувати його.

## Базис і вимір

Вектор v із множини R^{2} (синім) заданий за допомогою різних базисів: із використанням стандартного базису для R^{2} v = xe_{1} + ye_{2} (чорне), і з використанням іншого, не-ортогонального базису: v = f_{1} + f_{2} (червоне).

Різні базиси дозволяють задати вектор за допомогою послідовності скалярів, що називаються координатами або компонентами вектора. Базис це (скінченна або нескінченна) множина B = {bi}i ∈ I векторів bi, для зручності вона часто може індексуватися за допомогою деякої множини індексів I, що охоплює весь простір і є лінійно незалежним. Під поширенням на весь простір розуміють, що будь-який вектор v можна задати як скінченну суму (що називається лінійною комбінацією) із базових елементів:

| {\displaystyle \mathbf {v} =a_{1}\mathbf {b} _{i_{1}}+a_{2}\mathbf {b} _{i_{2}}+\cdots +a_{n}\mathbf {b} _{i_{n}},} | \| \| \| \| \| \| \| \| | (1) |
| |                         |     |
| |                         |     |
де ak це скаляри, що називаються координатами (або компонентами) вектора v відповідно до базису B, і bik (k = 1, ..., n) елементів із B. Під лінійною незалежністю розуміють, що координати ak є однозначно визначені для будь-якого вектору у векторному просторі.
Наприклад, вектори координат e1 = (1, 0, ..., 0), e2 = (0, 1, 0, ..., 0), до en = (0, 0, ..., 0, 1), утворюють базис із Fn, що називається стандартним базисом, оскільки будь-який вектор (x1, x2, ..., xn) може бути унікально представлений як лінійна комбінація цих векторів:
(x1, x2, ..., xn) = x1(1, 0, ..., 0) + x2(0, 1, 0, ..., 0) + ... + xn(0, ..., 0, 1) = x1e1 + x2e2 + ... + xnen.
Відповідні координати x1, x2, ..., xn є декартовими координатами вектора.
Кожен векторний простір має базис. Це випливає із леми Цорна, що є еквівалентним формулюванням Аксіоми вибору. У інші аксіомах із теорії множин Цермело — Френкеля, існування базису також еквівалентне аксіомі вибору. лема про ультрафільтр, що є слабшою за аксіому вибору, покладається на те, що всі вектори векторного простору мають однакову кількість елементів, або потужність (див. Теорема про вимір векторних просторів). Це називають розмірністю векторного простору. Якщо простір складається із нескінченної множини векторів, вищезгадане твердження можливо довести без настільки фундаментального введення в теорію множин.

## Лінійні відображення і матриці

Описання направленого вектору v за допомогою його координат x і y утворює ізоморфізм векторних просторів.

Співвідношення двох векторних просторів можна задати за допомогою лінійного відображення або лінійного перетворення. Це такі функції, які відображають структуру векторного простору — тобто, вони зберігають суми і скалярний добуток:
f(x + y) = f(x) + f(y) і f(a · x) = a · f(x) для всіх x і y в V, всіх a в F.
Ізоморфізм — лінійне відображення f : V → W для якого існує обернене відображення g : W → V, що є таким відображенням, для якого дві можливі композиції f ∘ g : W → W і g ∘ f : V → V є тотожними відображеннями. Відповідно, f буде одночасно ін'єкцією і сюр'єкцією. Якщо існує ізоморфізм між V і W, ці два простори називають ізоморфними; тоді по суті як векторні простори вони будуть ідентичними, оскільки всі тотожності, що виконуються для V за допомогою f, перетворюються на подібні в W, і навпаки, за допомогою g.
Наприклад, якщо векторні простори «направлених відрізків на площині» і «впорядкованих пар чисел» є ізоморфними: направлений відрізок v на площині, що виходить із початку координат деякої (фіксованої) системи координат можна задати за допомогою впорядкованої пари x- і y-компонент, як показано на малюнку праворуч. І навпаки, для даної пари (x, y), напрям відрізку праворуч (або ліворуч, якщо x є від'ємним) буде задавати значення x , а y — вгору (вниз, якщо y є від'ємним), що дозволяє повернутися назад до направленого відрізку v.

### Матриці

Типова матриця

Матриці є зручною нотацію, для описання лінійних відображень. Вони записуються у вигляді впорядкованого прямокутного масиву скалярів як показано на малюнку праворуч. Будь-яка матриця A розміром m-на-n збільшує лінійне відображення із Fn до Fm, наступним чином
{\displaystyle \mathbf {x} =(x_{1},x_{2},\cdots ,x_{n})\mapsto \left(\sum _{j=1}^{n}a_{1j}x_{j},\sum _{j=1}^{n}a_{2j}x_{j},\cdots ,\sum _{j=1}^{n}a_{mj}x_{j}\right)}, де {\displaystyle \sum } позначає суму, або, використовуючи матричне множення матриці A на вектор координат x:
x ↦ Ax.
Крім того, якщо обрати базиси для V і W, будь-яке лінійне відображення f : V → W однозначно можна задати за допомогою цього рівняння.

Об'єм цього паралелепіпеда дорівнює абсолютному значенню детермінанта матриці розміром 3-на-3, що утворена векторами r_{1}, r_{2}, і r_{3}.

Детермінант det (A) квадратної матриці A є скаляром, який вказує чи є це відображення ізоморфізмом чи ні: аби це було так достатньо і необхідно аби детермінант не дорівнював нулю. Лінійне перетворення Rn, що відповідає дійсній матриці n-на-n зберігає орієнтацію тоді і лише тоді, коли детермінант є додатнім.